# Cúp bóng đá Bosna và Hercegovina
Cúp bóng đá Bosnia và Herzegovina (tiếng Bosnia: Kup Bosne i Hercegovine / Куп Босне и Херцеговине) là một giải đấu bóng đá loại trực tiếp được tổ chức hàng năm bởi các câu lạc bộ từ Bosna và Hercegovina. Đội vô địch lọt vào vòng loại thứ nhất UEFA Europa Conference League.
Cho đến mùa 1999-2000, ba giải đấu riêng biệt đều được tổ chức. Vào năm 1998, lần đầu tiên, Bosna và Hercegovina có đội vô địch cúp chính thức sau trận "siêu chung kết" giữa Sarajevo và Orašje (đội vô địch của hai giải đấu cúp khác nhau). Ở mùa giải 1999–2000, thể thức đấu cúp bình thường được tổ chức lần đầu tiên ở Liên bang Bosna và Hercegovina. Kể từ mùa giải 2000–01, các câu lạc bộ từ khắp cả nước thi đấu ở một giải đấu cúp chung.
Trước năm 1992, các câu lạc bộ từ lãnh thổ Bosna and Hercegovina cạnh tranh ở Cúp bóng đá Nam Tư.

## Các đội vô địch từ 1994–2000

### Cúp NS BIH
| Mùa     | Quán quân          | Tỉ số                            | Á quân                 |
| ------- | ------------------ | -------------------------------- | ---------------------- |
| 1994-95 | Čelik Zenica </br> | 1-0                              | Sloboda Tuzla </br>    |
| 1995-96 | Čelik Zenica </br> | 2-1                              | Sloboda Tuzla </br>    |
| 1996-97 | Sarajevo </br>     | 2-0                              | Željezničar </br>      |
| 1997-98 | Sarajevo </br>     | 1-0 </br> Sau thời gian hiệp phụ | FK Sloboda Tuzla </br> |
| 1998-99 | Visna Bosna </br>  | 1-0 </br> Sau thời gian hiệp phụ | Sarajevo </br>         |

### Cúp Herzeg-Bosnia
| Mùa     | Quán quân     | Tỉ số                        | Á quân         |
| ------- | ------------- | ---------------------------- | -------------- |
| 1994-95 | Ljubuški      | 2-0                          | Sloga Uskoplje |
| 1995-96 | Ljubuški      | 1-1 </br> Penalty:4-1        | Široki Brijeg  |
| 1996-97 | Troglav Livno | 1-0                          | Orašje         |
| 1997-98 | Orašje        | 0-0 </br> Penalty:3-2        | Široki Brijeg  |
| 1998-99 | Brotnjo       | 1-1 </br> Penalty:4-2        | Široki Brijeg  |
| 1999-00 | Orašje        | 0-2,7-2 </br> Chung cuộc:7-4 | Kiseljak       |

### Cúp Cộng hòa Srpska
| Mùa     | Quán quân            | Tỉ số                       | Á quân            |
| ------- | -------------------- | --------------------------- | ----------------- |
| 1993-94 | Kozara Gradiška      | 0–0 Pen. 7–6 </br>          | Sloga Doboj       |
| 1994-95 | Borac                | 3-2,2-2 </br>Chung cuộc:5-4 | Rudar Prijedor    |
| 1995-96 | Borac                | 1-0,1-2 </br>Chung cuộc:2-2 | Jedinstvo Brčko   |
| 1996-97 | Sloga Trn            | 1–0 </br>                   | Sarajevo Pale     |
| 1997-98 | Rudar Ugljevik       | 0–0 Pen. 4–2 </br>          | Boksit Milići     |
| 1998-99 | Rudar Ugljevik </br> | 0–0 Pen. 4–3 </br>          | Sloga Trn         |
| 1999-00 | Kozara Gradiška      | 1–0 </br>                   | Sloboda Novi Grad |

## Các trận chung kết Cúp bóng đá Bosnia và Herzegovina
| Mùa        | Quán quân                                                    | Tỉ số                                                        | Á quân                                                       |
| ---------- | ------------------------------------------------------------ | ------------------------------------------------------------ | ------------------------------------------------------------ |
| 1997–98    | Sarajevo (1)                                                 | 0–0,1–0 Chung cuộc 1–0                                       | Orašje                                                       |
| 1999–2000* | Bảng đấu vòng tròn 3 đội, Željezničar (1) vô địch            | Bảng đấu vòng tròn 3 đội, Željezničar (1) vô địch            | Bảng đấu vòng tròn 3 đội, Željezničar (1) vô địch            |
| 2000–01    | Željezničar (2)                                              | 3–2                                                          | Sarajevo                                                     |
| 2001–02    | Sarajevo (2)                                                 | 2–1                                                          | Željezničar                                                  |
| 2002–03    | Željezničar (3)                                              | 0–0,2–0 Chung cuộc. 2–0                                      | Leotar                                                       |
| 2003–04    | Modriča (1)                                                  | 1–1 Penalty: 4–2                                             | Borac                                                        |
| 2004–05    | Sarajevo (3)                                                 | 1–0,1–1 Chung cuộc. 2–1                                      | Široki Brijeg                                                |
| 2005–06    | Orašje (1)                                                   | 0–0, 3–0 Chung cuộc. 3–0                                     | Široki Brijeg                                                |
| 2006–07    | Široki Brijeg (1)                                            | 1–1, 1–0 Chung cuộc. 2–1                                     | Slavija                                                      |
| 2007–08    | Zrinjski (1)                                                 | 1–2, 2–1 Chung cuộc. 3–3, p.k. 3–1                           | Sloboda                                                      |
| 2008–09    | Slavija (1)                                                  | 0–2, 2–0 Chung cuộc. 2–2, p.k. 4–3                           | Sloboda                                                      |
| 2009–10    | Borac (1)                                                    | 1–1, 2–2 Chung cuộc. 3–3 a                                   | Željezničar                                                  |
| 2010–11    | Željezničar (4)                                              | 1–0, 3–0 Chung cuộc. 4–0                                     | Čelik                                                        |
| 2011–12    | Željezničar (5)                                              | 1–0, 0–0 Chung cuộc. 1–0                                     | Široki Brijeg                                                |
| 2012–13    | Široki Brijeg (2)                                            | 1–1, 1–1 Chung cuộc. 2–2, p.k. 5–4                           | Željezničar                                                  |
| 2013–14    | Sarajevo (4)                                                 | 2–0, 3–1 Chung cuộc. 5–1                                     | Čelik                                                        |
| 2014–15    | Olimpik (1)                                                  | 1–1, 1–1 Chung cuộc. 2–2, Penalty. 5–4                       | Široki Brijeg                                                |
| 2015–16    | Radnik (1)                                                   | 1–1, 3–0 Chung cuộc. 4–1                                     | Sloboda                                                      |
| 2016–17    | Široki Brijeg (3)                                            | 1–0, 0–1 Chung cuộc. 1–1,Penalty 4–2                         | Sarajevo                                                     |
| 2017–18    | Željezničar (6)                                              | 2–0, 4–0 Chung cuộc. 6–0                                     | Krupa                                                        |
| 2018–19    | Sarajevo (6)                                                 | 3–0, 0–1 Chung cuộc. 3–1                                     | Široki Brijeg                                                |
| 2019–20    | Abandoned due to COVID-19 pandemic in Bosnia and Herzegovina | Abandoned due to COVID-19 pandemic in Bosnia and Herzegovina | Abandoned due to COVID-19 pandemic in Bosnia and Herzegovina |

- Vào năm 2000, Željezničar đã giành chiến thắng trong vòng đấu cuối cùng với Sloboda là Á quân 1 và Bosna là Á quân 2.

Như đã đề cập ở trên, trước năm 1998 và năm 1999, ba giải đấu khác nhau cùng được tổ chức. Các giải đấu được tổ chức theo nguyên tắc riêng của những vùng miền khác nhau, vì vậy mỗi khu vực đều có đội vô địch riêng.

## Thành tích
| Câu lạc bộ    | Số lần vô địch | Số lần á quân | Năm vô địch                        | Năm á quân                   |
| ------------- | -------------- | ------------- | ---------------------------------- | ---------------------------- |
| Sarajevo      | 6              | 3             | 1997, 1998, 2002, 2005, 2014, 2019 | 1999, 2001, 2017             |
| Željezničar   | 6              | 3             | 2000, 2001, 2003, 2011, 2012, 2018 | 2002, 2010, 2013             |
| Široki Brijeg | 3              | 5             | 2007, 2013, 2017                   | 2005, 2006, 2012, 2015, 2019 |
| Orašje        | 1              | 1             | 2006                               | 1998                         |
| Slavija       | 1              | 1             | 2009                               | 2007                         |
| Borac         | 1              | 1             | 2010                               | 2004                         |
| Modriča       | 1              | -             | 2004                               | -                            |
| Zrinjski      | 1              | -             | 2008                               | -                            |
| Olimpic       | 1              | -             | 2015                               | -                            |
| Radnik        | 1              | -             | 2016                               | -                            |
| Sloboda       | -              | 4             | -                                  | 2000, 2008, 2009, 2016       |
| Ielelik       | -              | 2             | -                                  | 2011, 2014                   |
| Bosna         | -              | 1             | -                                  | 2000                         |
| Leotar        | -              | 1             | -                                  | 2003                         |